# Smart Border
Smart Border ist ein Schlagwort für neue Technologien zur Grenzüberwachung und Teil eines Programms der Europäischen Kommission.

## Konzept
Datenbanken bei Polizeien und anderen Diensten sollen in verschiedenen EU-Ländern miteinander verknüpft werden. Zudem sollen Drohnen und Satelliten benutzt werden um die Grenzen zu überwachen. Einreisende aus Drittstaaten sollen persönliche Informationen wie Passdaten und biometrischen Merkmale selbst ins Grenzkontrollsystem (sogenannte eGates) eingeben können. Die Speicherfrist beträgt dabei 2 Jahre und soll auch zur Strafverfolgung, Kontrolle von Flüchtlingsströme und Terrorismusbekämpfung eingesetzt werden.
Ziel ist die vollautomatisierte Kontrolle an den EU-Außengrenzen und eine bessere Kontrolle über die Ein- und Ausreise von Ausländern zu haben. Menschen mit abgelaufenem Visum sollen so besser identifiziert werden können.

## Geschichte
Das Konzept entwickelte sich in den 2010er Jahren immer mehr durch die Überwachung und Bedrohung von internationalem Terrorismus, smarten Technologien und der Flüchtlingskrise in Europa ab 2015 zu einem Schlagwort für neue Überwachungsmaßnahmen an Grenzkontrollen. EU-Innenkommissarin Cecilia Malmström stellte Ende Februar 2013 das Smart-Border-Vorhaben der Öffentlichkeit vor.
Eine Pilotstudie wurde am Flughafen Frankfurt Main und am Kreuzfahrt-Terminal in Rostock-Warnemünde durchgeführt. Dieses Projekt wurde anfangs bis 2015 befristet und später bis zum Ende des Jahres 2016 weitergeführt. Erste Fingerabdrücke wurden von der Bundespolizei von Freiwilligen am 22. Juni bis zum 6. September 2015 abgenommen. Interessenten sind die Bundespolizei, Bundesamt für Sicherheit in der Informationstechnik und das Bundesverwaltungsamt. Die Kosten für das Projekt belaufen sich auf 3,5 Millionen Euro.
Im Juli 2017 genehmigte der Innenausschuss des EU-Parlaments das biometrische Kontrollsystem, mit welchem sich Angehörige von Drittstaaten bei der Einreise in die EU mit vier Fingerabdrücken und Gesichtsbild registrieren lassen.

## Kritik
Der ehemalige Bundesdatenschutzbeauftragte Peter Schaar kritisierte Smart Border, da Grundrechte verletzt würden und Vorratsdatenspeicherung betrieben würde. Die Pläne seien daher nicht praktikabel und rechtlich untragbar. Ein technischer Defekt könnte über das Leben von Menschen entscheiden und Unschuldige zu Kriminellen machen. Die Daten könnten zudem an die falschen Hände geraten. Für ihn ist das Projekt unrealistisch und Geldverschwendung. Auch die Autoren einer von der Böll-Stiftung in Auftrag gegebenen Studie mit dem Titel Borderline sehen die enormen Kosten in keinem Verhältnis zum Nutzen. Nach dem Mitautor Ben Hayes würden solche Pläne, nicht wie prognostiziert, illegale Zuwanderungen über Boote über das Mittelmeer zurückdrängen, sondern diese noch  verstärken, da die Menschen abgeschreckt werden. Dies sieht auch eine im Auftrag der EU gegebene Studie so. In den Datenschutz und die Privatsphäre würde stark eingegriffen. Schaar sieht in den Vorhaben die Förderung eines Überwachungsstaats, der sich mittlerweile nicht nur national ausbreitet. In den USA sollte nach Schaar vor einigen Jahren ein ähnliches System eingeführt werden, welches bis heute nicht funktioniert.
Das IT-Unternehmen SITA, das Smart Border Lösungen anbietet, hebt hervor, dass diese Systeme eine schnelle und ökonomische Abfertigung von Reisenden sicherstellen.